# Ophidiiformes
Ordre
Les Ophidiiformes forment un ordre de poissons à nageoires rayonnées.

## Caractéristiques
Les Ophidiiformes sont caractérisés par :
- une silhouette serpentiforme ;
- des nageoires anale et caudale réunies ;
- une tête petite ;
- des écailles lisses voire absentes.

## Liste des familles
Selon World Register of Marine Species (18 mars 2016) :
- famille Aphyonidae Jordan & Evermann, 1898 ;
- famille Bythitidae Gill, 1861 ;
- famille Carapidae Poey, 1867 ;
- famille Ophidiidae Rafinesque, 1810 ;
- famille Parabrotulidae Nielsen, 1968.

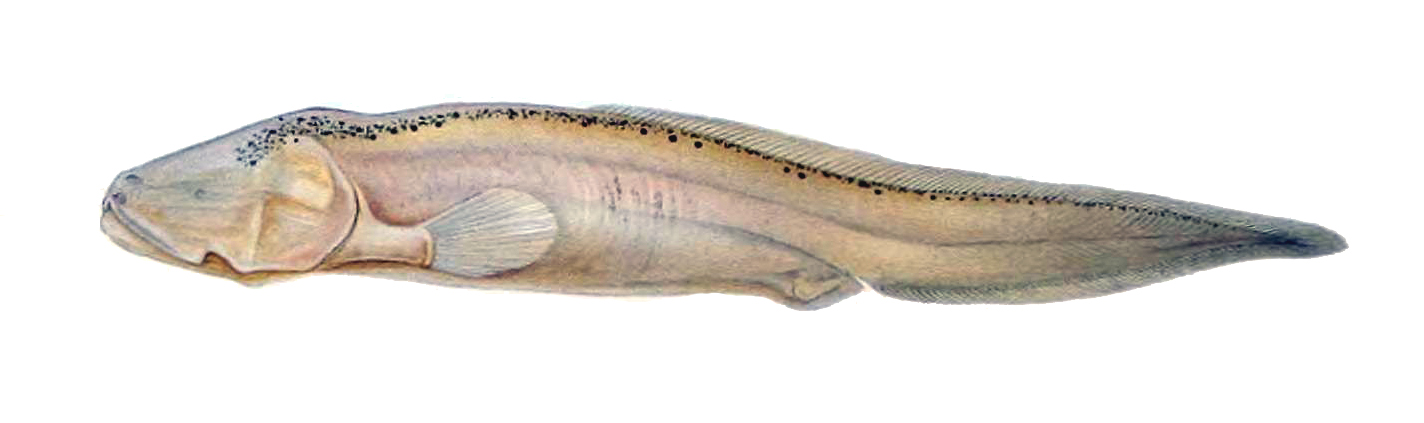
Sciadonus cryptophthalmus (Aphyonidae)
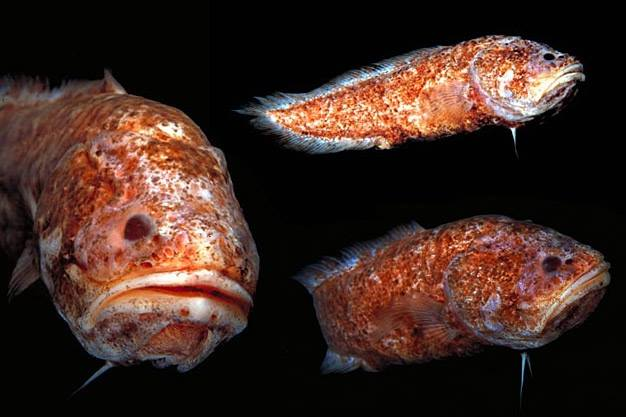
Grammonus Thielei (Bythitidae)
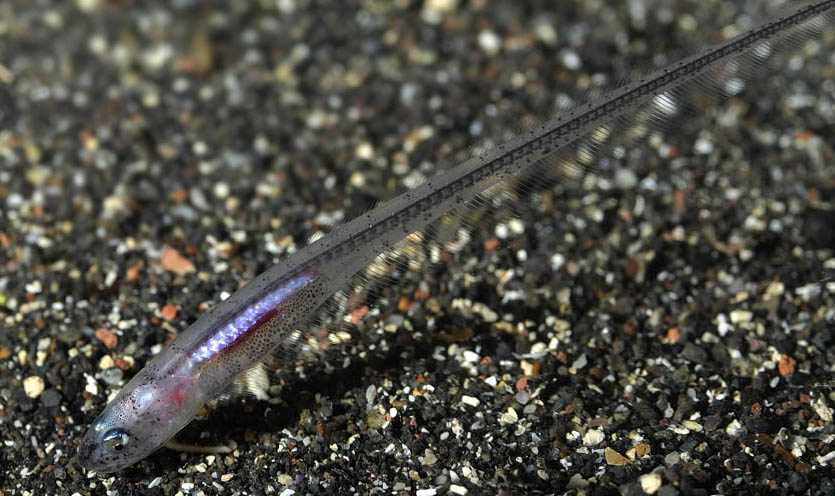
Carapus acus (Carapidae)
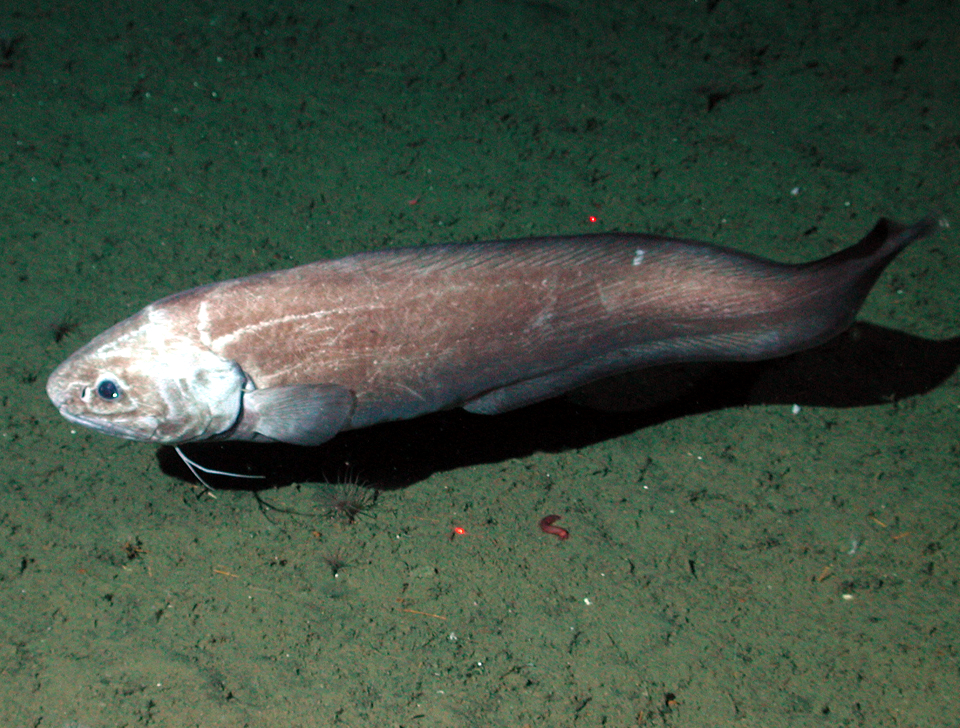
Spectrunculus grandis (Ophidiidae)
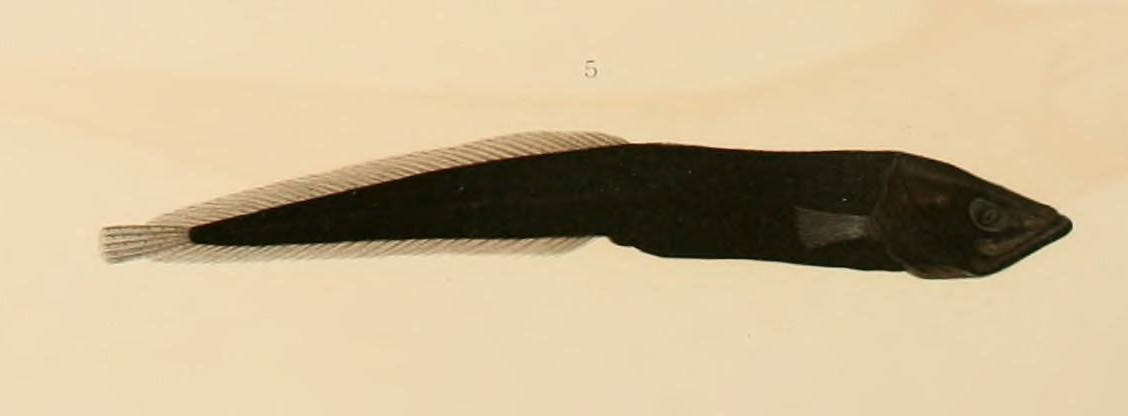
Parabrotula plagiophthalmus (Parabrotulidae)